# Папска конклава из 2025.
Папска конклава из 2025. године одржана је 7.  и 8. маја ради избора новог папе, као наследника Фрање, који је преминуо 21. априла 2025. године. Од 135 кардинала са правом гласа, на конклави је учествовало 133; за избор папе било је потребно 89 гласова (две трећине плус један). Убрзо након 18 часова по средњеевропском летњем времену, 8. маја, бели дим се појавио из димњака Сикстинске капеле, што је означило избор новог папе на четвртом гласању. За новог папу изабран је амерички кардинал Роберт Франсис Привоуст који је изабрао име Лав XIV. Ово је трећи пут да је папа изабран у мају.
Хорхе Марио Бергоглио је изабран током папског конклава 2013. године и служио је 12 година као папа. У складу са апостолском конституцијом Universi Dominici gregis коју је издао Јован Павле II 1996. године, а изменио Бенедикт XVI 2013. године кроз motu proprio Normas nonnullas, кардинали су имали најмање 15 дана од смрти папе да се састану. На петој генералној конгрегацији кардинала, одржаној 28. априла 2025. године, одлучено је да конклава почне 7. маја. Медији су спекулисали о могућим папабилима, односно кандидатима који би могли постати папа, а међу њима су наведени Андерс Арборелијус, Жан-Марк Авелин, Фридолин Амбонго Бесунгу, Петер Ерде, Марио Грек, Пјетро Паролин, Пјербатиста Пицабала, Роберт Франсис Привоуст, Роберт Сарах, Луис Антонио Тагле, Петер Турксон и Матео Зупи.
Након смрти папе Франциска, започете су припреме у Дому Свете Марте за смештај кардинала гласача, укључујући постављање баријера или непрозирне фолије на прозоре ради спречавања контакта са спољним светом, као и изградњу просторија за слављење сакрамента покајања, приватну молитву и оброке. Процес избора новог папе је веома тајновит, уз примену уређаја за ометање сигнала који онемогућавају комуникацију преко Bluetooth-а, Wi-Fi-ја и мобилних мрежа. Ватиканска жандармерија, под вођством Ђанлуке Гаучи Броколетија, суочава се са бројним протившпијунским изазовима у заштити интегритета конклава, а могуће претње укључују системе вештачке интелигенције, дронове, микроскопске микрофоне, кампање дезинформација, свеопшту присутност друштвених мрежа, па чак и сателите. Корпус жандармерије користи 650 сигурносних камера у Ватикану, као и енкриптоване поруке заједно са системима за откривање и реаговање на безбедносне претње ради обезбеђења конклава.

## Процес избора папе
Као и на папском избору 2013. године, декан и вицедекан Колегијума кардинала су старији од 80 година и немају право учешћа. Најстарији кардинал епископ млађи од 80 година, Пјетро Паролин, председаваће конклавом, а садашњи декан, Ђовани Батиста Ре, на сличан начин је председавао конклавом 2013. године уместо тадашњег декана Анђела Содана.

### Време и процедуре
Према апостолској конституцији Universi Dominici gregis коју је издао Јован Павле II 1996. године, а изменио Бенедикт XVI 2013. године кроз motu proprio Normas nonnullas, кардинали су имали најмање 15 дана након од Sede vacante да се састану. Кардинали су могли одлучити да конклава почне раније ако су сви са правом учешћа стигли, или касније ако постоје озбиљни разлози за одлагање, али најкасније 20 дана након што је катедра остала упражњена. Пето генерално заседање кардинала, одржано 28. априла 2025. године, одредило је да конклава почне 7. маја 2025. године.

### Кардинали гласачи
| Графички приказ са бројем кардинала гласача присутних из сваког региона | Графички приказ са бројем кардинала гласача присутних из сваког региона |
| Регион                                                                  | Број                                                                    |
| ----------------------------------------------------------------------- | ----------------------------------------------------------------------- |
| Италија                                                                 | 17                                                                      |
| Остатак Европе                                                          | 35                                                                      |
| Африка                                                                  | 17                                                                      |
| Азија                                                                   | 23                                                                      |
| Океанија                                                                | 4                                                                       |
| Северна Америка                                                         | 20                                                                      |
| Јужна Америка                                                           | 17                                                                      |
| Укупно                                                                  | 133                                                                     |

Кардинали који су до дана упражњења папског престола напунили 80 година или више немају право учешћа. На дан 21. априла 2025. године постојало је 252 кардинала, од којих је 135 млађе од 80 година; а њих 108 (80%) потенцијалних гласача именовао је папа Фрања.
Од доношења докумената Romano Pontifici eligendo 1975. године и Universi Dominici gregis, номинални максимални број кардинала електора (гласача) је 120. конклава 2025. године биће први конклава на ком је, од увођења ограничења од 120 гласача 1975. године, више од 120 кардинала са правом гласа на дан упражњења папског престола. Међутим, према канонском праву, сваки кардинал млађи од 80 година који није одустао од права гласа (или му она нису одузета) има право да гласа у конклави. Многи канонски правници сматрају да папа прави изузетак од сопствених правила када именује више од 120 гласача и да сви тренутни кардинали млађи од 80 година могу ући у конклаву. Ова претпоставка потврђена је на генералној конгрегацији кардинала 30. априла, када је речено да сви кардинали гласачи присутни на конклави могу гласати. Кардинали који немају право гласа могу присуствовати генералним конгрегацијама, односно дискусијама које претходе конклави.
Иако кардинали на конклави могу изабрати било ког католика мушког пола који је крштен, последњи пут је један некардинал изабран на папском избору 1378. године.
Кардинал Немет, београдски надбискуп и метрополит, учествоваће у конклави као први кардинал електор у историји Католичке цркве у Србији.

#### Одсутни
Иако је раније најавио да ће покушати да учествује у конклави, кардинал Ђовани Анђело Бечу, који се одрекао својих права као кардинал због финансијског скандала, изјавио је 29. априла да ће испоштовати жељу папе Франциска да не учествује. Због његове дисквалификације, укупан број кардинала са правом гласа постао је 135.
Због здравствених проблема, кардинали Антонио Канијасарес Љовера из Шпаније и Џон Њуе из Кеније нису могли учествовати у конклави, чиме је број учесника смањен на 133. Ово је највећи број гласача који је икада учествовао у конклави.

## Конклава

### Први дан
Дана 7. маја започео је конклава за избор наследника папе Фрање. Претходно је кардинал Ђовани Батиста Ре, декан Колегијума кардинала, служио мису pro eligendo Pontifice (лат. „за избор папе“) у базилици Светог Петра у 10:00 по централноевропском летњем времену. Сво помоћно особље, укључујући сакристане, медицинско особље, оператере лифтова, директора служби безбедности у Ватикану, као и званичнике и службенике конклава, положили су заклетву о поверљивости 5. маја.
У 16.30, конклава је званично започео молитвеном службом у Павлинској капели, након чега су гласачи у процесији ушли у Сикстинску капелу. Након доласка, отпеван је химна Veni Creator Spiritus („Дођи, Духу Створитељу“), а 133 кардинала гласача положила су заклетву о поверљивости. Сваки кардинал гласач је по старешинству положио руку на Јеванђеље и наглас на латинском изговорио:

| Et ego [име] Cardinalis [презиме] spondeo, voveo ac iuro. Sic me Deus adiuvet et haec Sancta Dei Evangelia, quae manu mea tango. | И ја, [име] кардинал [презиме], обећавам, заветујем се и кунем. Тако ми Бог помогао и ова Света Јеванђеља која додирујем својом руком. |
| | |
Док су полагали заклетву, неколико кардинала је користило латинске облике својих имена. Дијего Равели, папски церемонијар, потом је изговорио речи „extra omnes“, што је команда да сви који нису кардинали гласачи напусте просторију. Улаз у Сикстинску капелу је затворен у 17:46. Кардинал Ранијеро Канталамеса потом је одржао рефлексију кардиналима након њиховог уласка у конклаву. Како је конклава почела поподне, првог дана одржано је само једно гласање.
Први круг гласања завршен је у 21.00, након што се из димњака Сикстинске капеле појавио црни дим, што је сигнализовало да нови папа није изабран. Ватиканска медијска служба извештава да је на Тргу Светог Петра било до 45.000 људи.

### Други дан

#### Јутарња сесија
Други дан конклава започео је са два гласања, која су завршена око 10:30 и 11:45 часова. Црни дим се појавио у 11:51, поново означавајући да папа није изабран. Дим се не производи нужно након сваког гласања, јер се гласачки листићи из два неуспешна гласања у јутарњој или поподневној сесији обично спаљују заједно, што производи дим тек на крају сесије.
До краја јутарње сесије, на Тргу Светог Петра било је 15.000 људи, а у базилици Санта Марија Мађоре 5.000 људи. Очекивало се да ће поподневна сесија привући још више људи, јер су у две последње конклаве нови папа биран или на четвртом или на петом гласању. Кардинали су затим отишли у Дому Свете Марте на ручак.

#### Поподневна сесија
Након паузе за ручак, кардинали су се вратили у капелу на још два гласања. Четврто гласање дало је победника.
Током ишчекивања, галебови који лете изнад димњака Сикстинске капеле постали су уобичајен призор. Често се појављују у преносима на Тргу Светог Петра и на снимцима уживо, чиме су стекли велику популарност.
Бели дим се појавио у 18.5, праћен звонима базилике Светог Петра, чиме је јавност обавештена да је конклава завршена и да је изабран нови папа у четвртом кругу гласања. Убрзо након што је пуштен бели дим, Швајцарска гарда и Италијанска војска су парадирале кроз трг Светог Петра.

## Гласачки кругови
|   | Време              | Резултат |
| - | ------------------ | -------- |
| 1 | 7. мај 2025, 21.00 | црни дим |